# Miloslav Kohoutek
Miloslav Kohoutek (* 28. dubna 1927 Hradec Králové) byl český a československý ekonom a politik, na počátku normalizace ministr obchodu České socialistické republiky, v 90. letech generální ředitel České státní spořitelny.

## Biografie
Vyučil se knihařem a v letech 1955–1959 absolvoval pětisemetrální kurz úsekových ekonomik na Vysoké škole ekonomické v Praze. Od 40. let působil ve vládních úřadech. V období let 1945–1949 na ministerstvu vnitřního obchodu, v letech 1949–1955 ve Výzkumném ústavu vnitřního obchodu, kde později působil jako ředitel. Mezi roky 1956 a 1960 pracoval na předsednictvu vlády v oboru životní úrovně a finanční politiky. V letech 1960–1965 byl zaměstnancem Státní plánovací komise, kde působil na vedoucích pozicích, přičemž v letech 1966–1968 zde zastával funkci náměstka předsedy. Od roku 1968 byl náměstkem ministra národohospodářského plánování.
Po provedení federalizace Československa byl 8. ledna 1969 jmenován členem české vlády Stanislava Rázla jako ministr obchodu. Ve funkci ještě zpočátku realizoval ekonomické reformy pražského jara. V březnu 1969 oznámil, že česká média mohou přijímat inzerci od západních společností. Po odchodu z vlády nastoupil v roce 1970 do výzkumného ústavu jako zástupce ředitele a téhož roku absolvoval řádné studium na VŠE v Praze a roku 1971 byl promován. Potom od roku 1971 pracoval v České státní spořitelně coby referent ekonomického úseku, později vedoucí plánovacího odboru.
Po sametové revoluci byl 15. ledna 1990 jmenován generálním ředitelem České státní spořitelny. Počátkem 90. let se uvádí jako bezpartijní, bytem Praha. Od roku 1992 zasedal v prvním dozorčím výboru nově ustavené České bankovní asociace. Jejím členem byl do roku 1995. Kromě toho do roku 1993 zasedal v prezídiu Fondu národního majetku, odkud rezignoval pro konflikt zájmů vzhledem ke svému působení v čele spořitelny.